# Coffea salvatrix
Coffea salvatrix är en måreväxtart som beskrevs av Swynn. och Philipson. Coffea salvatrix ingår i släktet Coffea och familjen måreväxter. Inga underarter finns listade i Catalogue of Life.